# André Gros
André Gros, né le 19 mai 1908 à Douai et décédé le 22 avril 2003 à Paris, est un juriste et professeur d'université français et juge à la Cour internationale de justice.

## Biographie
Après avoir obtenu son baccalauréat au lycée à Bourges, André Paul Adolphe Gros étudie le droit aux universités de Lyon et de Paris. Il passe l'agrégation en droit public et devient professeur en 1938. Il le reste jusqu'en 1963. En 1964, il devient juge à la Cour internationale de justice où il siège jusqu'en 1982. Il a également occupé différentes fonctions pour le compte du Ministère français des affaires étrangères, siégé dans plusieurs tribunaux arbitraux, ainsi qu'à la Commission du droit international des Nations unies, et rédigé plusieurs ouvrages de droit international.

## Publications
- Survivance de la raison d'État, 1932.
- Problèmes politiques de l'Europe, 1942.
- Convention de Genève sur les pêcheries, 1959.
- Traités et documents diplomatiques, avec Paul Reuter, Presses Universitaires de France, 1960.